# Коэн, Роберт
Роберт Коэн (англ. Robert Cohen; род. 15 июня 1959 года, Лондон) — британский виолончелист. Сын скрипача Рэймонда Коэна и пианистки Антьи Рал.
Учился в Гилдхоллской школе музыки и театра у Уильяма Плита, занимался также у Жаклин Дюпре, Андре Наварра и Мстислава Ростроповича. В 1971 г. дебютировал в Лондоне с концертом Луиджи Боккерини, в 1979 г. осуществил первую запись — виолончельный концерт Эдуарда Элгара. Концертирует по всему миру как солист, с 1990 г. пробует себя и как дирижёр. С 1998 г. преподаёт, с 2000 г. профессор Консерватории итальянской Швейцарии в Лугано.
В составе Трио Коэнов, вместе со своими отцом и матерью, записал все фортепианные трио Антонина Дворжака, присоединился к Амадеус-квартету для записи струнного квинтета Франца Шуберта. Среди других записей Коэна — концерты Дворжака, Хоакина Родриго, Артура Блисса, Уильяма Уолтона, Мортона Фельдмана, сонаты Сезара Франка и Эдварда Грига и др.